# 偕楽公園

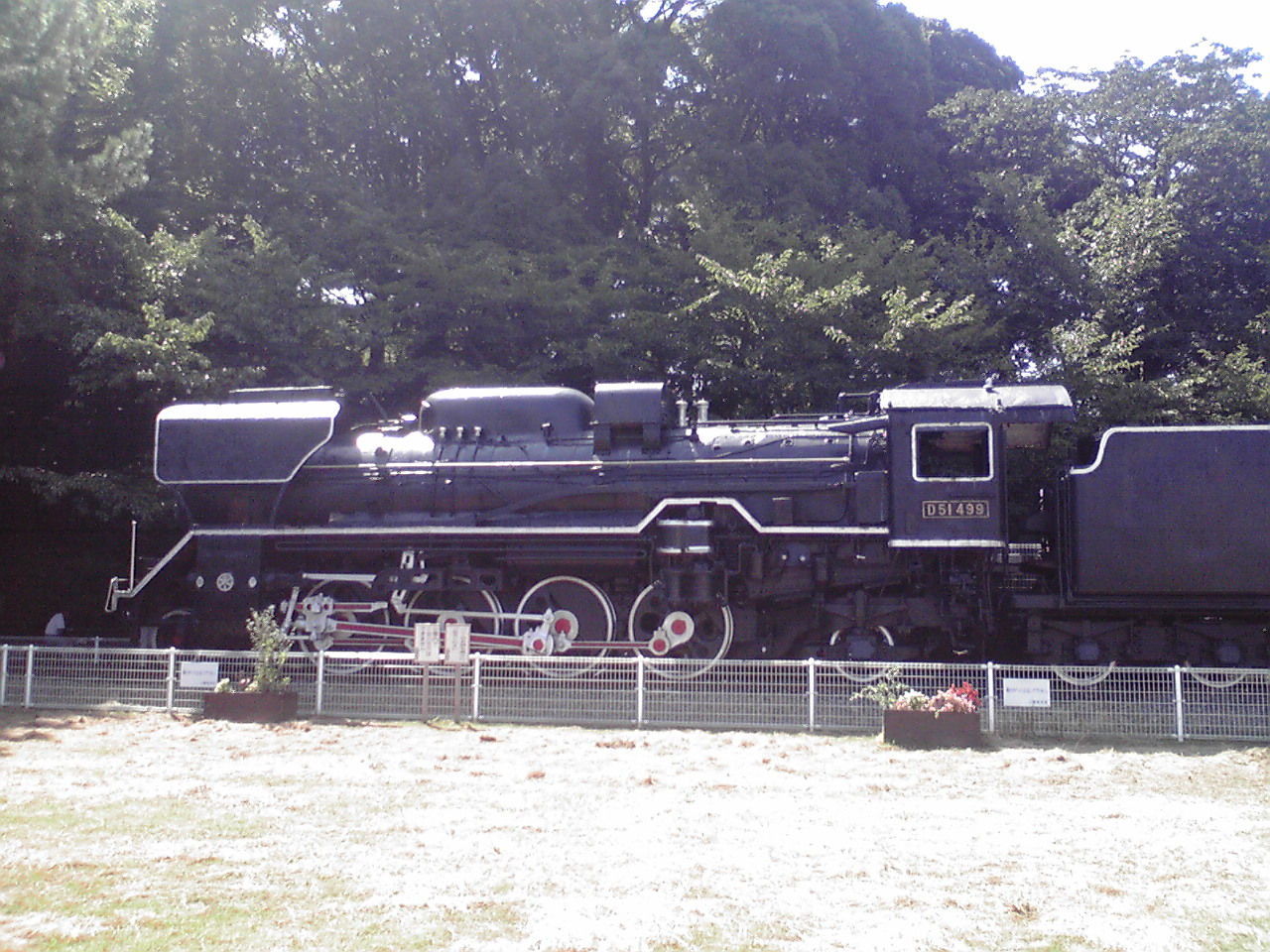
園内にあるデゴイチ

偕楽公園（かいらくこうえん）は三重県津市内、近鉄・JR・伊勢鉄道津駅近くにある公園。津偕楽公園とも称する。

津藩第11代の藩主､藤堂高猷（たかゆき）が1859年（安政6年）につくった別荘「御山荘」（ござんそう）を起源とし、自然そのままの起伏に池や橋､岩を配して回遊路がつけられている｡四季おりおりの彩りが美しく､ことに古くからミツバツツジの名所として知られる｡

## 歴史
公園内設置の案内板によると、もともとは津藩の鷹狩り場の休憩用の御殿が建てられていた場所で、承応年間（江戸時代、1652年～1655年）に藩士の労苦をねぎらうために分与されたという。
その後、11代藩主藤堂高猷が家臣からこの土地を買収して御山荘を建てた、この際園内に「偕楽園」の額が掲げられたことから、後の時代に公園名として採用された。
廃藩置県以後に国有化され、荒廃したものの、1877年（明治10年）に「三重県公園」として整備しなおされ、津市民をはじめ、広く三重県民のいこいの公園となった。
1963年（昭和38年）8月5日には津市指定史跡名勝になった。

## 園内
公園として遊具が設置されているほか、常夜灯や碑、古墳などの歴史的な記念物も多数見られる。また、デゴイチの名で親しまれている国鉄D51形蒸気機関車が静態保存されている。

## その他
公園の北東端には三重県立博物館があったが、三重県総合文化センター隣接地に三重県総合博物館として移転開館した。また、かつては園内に三重県立図書館もあったが、同じく県総合文化センター内に移転している。公園の道路を挟んだ東側には三重縣護國神社がある。